# Prionium serratum
Prionium serratum es la única especie del género Prionium cuya ubicación en el árbol filogenético de los Poales estuvo poco clara hasta la década del 2000. Se la llegó a considerar miembro de las juncáceas y también se la llegó a ubicar en su propia familia monotípica Prioniaceae, pero finalmente se determinó mediante análisis moleculares de ADN (Munro y Linder 1998).) que era hermana de Thurnia, por lo que se la ubicó en la familia Thurniaceae por los sistemas de clasificación modernos como  el sistema de clasificación APG II del 2003 y el APWeb (2001 en adelante

## Distribución
Provincia del Cabo a KwaZulu-Natal, en Sudáfrica.

## Taxonomía
Según el Royal Botanic Gardens, Kew (visitado en enero del 2009), su nombre correcto junto con su publicación válida y su sinónimo son los siguientes:
Prionium serratum (L.f.) Drège, Zwei Pflanzengeogr. Dokum.: 10 (1843). 
No posee subespecies.
Sinónimo: Prionium palmita E.Mey., Linnaea 7: 131 (1832). === Prionium serratum (L.f.) Drège